# 真空偏極

量子電磁力学における真空偏極のファインマン・ダイアグラム。波線は光子、実線は電子・陽電子対を表す。

場の量子論において、真空偏極（しんくうへんきょく、vacuum polarization）とは、ボーズ粒子が仮想的な粒子・反粒子対を生成する過程である。ボーズ粒子の自己エネルギーとも呼ばれる。 量子電磁力学においては、光子が電子・陽電子対を生成する反応を表し、量子色力学においては、グルーオンがクォーク・反クォーク対やグルーオン対を生成する反応として記述される。

## 概要
場の量子論において、系の基底状態である真空は何もない空間ではなく、仮想粒子としての粒子・反粒子のペアが生成し互いに消滅する反応が絶えず繰り返されている。これは、不確定性原理により、十分短い時間に起こる過程であれば、十分大きなエネルギーをとることが可能となるからである。
量子電磁力学においては、空間に電荷が存在している場合、その電荷が作り出す電場によって、電荷を持つ粒子・反粒子は偏極（分極）し、電荷周辺の真空中で「電気双極子の雲」を作る。このような反応により、元々あった電荷の大きさが、電気双極子がまとわりついた分だけ変化して観測される現象が真空偏極である。実際に観測できる電荷は、裸の電荷に対して逆符号の電荷が加わった状態であるから、裸の電荷より幾らか小さい値となる。
量子色力学においては状況が異なり、空間に色荷を持つ粒子が存在している場合、その色荷が作り出すグルーオン場によって、クォーク・反クォーク対や横波偏極のグルーオンが色荷の周囲に集まることで、裸の色荷を小さくするような遮蔽効果を及ぼすが、一方で、縦波偏極のグルーオンは逆符号の遮蔽効果を及ぼし、結果として、観測者が粒子に近づくほどその色荷は小さくなり、粒子から遠ざかるほど色荷は大きく観測される。この性質が強い相互作用における漸近的自由性である。

## 真空偏極テンソル
真空偏極は真空偏極テンソルΠμν(q)を用いて評価される。真空偏極テンソルはボーズ粒子が運ぶ四元運動量qの関数として記述され、これは真空偏極が運動量スケールのみに依存することを表している。真空がゲージ不変性を満たすとき、一般的な表記は
{\displaystyle \Pi ^{\mu \nu }(q^{2})=(g^{\mu \nu }q^{2}-q_{\mu }q_{\nu })\Pi (q^{2})\,}
となる。ただし、この関数はq2=0において正則である。
真空偏極テンソルを用いて電磁相互作用の結合定数である微細構造定数を運動量に依存する量として書くことができる。1ループの補正まで含めたときの、微細構造定数は以下のように表される。
{\displaystyle \alpha _{\text{eff}}(q^{2})={\frac {e_{0}^{2}/4\pi }{1-\Pi (q^{2})}}={\frac {\alpha _{0}}{1-[\Pi _{2}(q^{2})-\Pi _{2}(0)]}}}
ここで、e0は裸の電荷、α0は裸の微細構造定数を表す。Πの添え字2は1ループ（電荷eの2乗）までの寄与という意味である。

## 計算例
量子電磁力学(QED)における真空偏極のファインマン・ダイアグラムの計算例を以下に示す。
各々の因子はファインマンルールの定義によって異なるが、ここではフェルミ粒子の伝播関数 {\displaystyle i/(p\!\!/-m+i\epsilon )} 、QEDの頂点因子{\displaystyle -ie\gamma ^{\mu }\,}などを用いて、最低次の真空偏極を計算する。光子の運動量をq、フェルミ粒子と反フェルミ粒子が運ぶ運動量をそれぞれ、k+q、kとすると、
 = {\displaystyle (-1)\int {\frac {d^{4}k}{(2\pi )^{4}}}\mathrm {tr} \left[(-ie\gamma ^{\mu }){\frac {i}{k\!\!\!/-m+i\epsilon }}(-ie\gamma ^{\nu }){\frac {i}{k\!\!\!/+q\!\!\!/-m+i\epsilon }}\right]\,}
となる。ここで、係数-1はフェルミ粒子のループによって生じる因子である。この式は仮想粒子の運動量kについての積分であるので、光子の運動量qのみを変数とする関数である。さらにこの積分は、分子がd4k、分母がk2に比例するから、kについての2次発散を含むことが分かる。